# Europæisk andelsselskab
Et europæisk andelsselskab (latin: Societas cooperativa Europaea: SCE) er en europæisk foreningsform til at udøve grænseoverskridende aktiviteter som en type kooperativ inden for den Europæiske union. Selskabsformen gør det muligt for kooperativer at operere i hele Unionen uden at skulle foretage virksomhedsregistreringer i hver enkelt medlemsstat. De kan etableres og operere i hele EØS. Selskabsformen er reguleret af forordning (EF) nr. 1435/2003 (SCE-forordningen), som trådte i kraft 2006.
Et europæisk andelsselskab skal være registreret i den medlemsstat, hvor det har sit vedtægtsmæssige hjemsted. For eksempel hvis det har sit vedtægtsmæssige hjemsted i Danmark, skal den være registreret hos Erhvervsstyrelsen. I henhold til loven skal SCE'ets officielle navn indeholde forkortelsen SCE, enten i begyndelsen eller i slutningen af navnet. Hvis andelsmedlemmernes ansvar er begrænset til deres andel og det betalte andelsgebyr, skal virksomhedens firmanavn slutte med ordene: "SCE-selskab med begrænset hæftelse".

## Europaandelsbank
Det europæiske andelsselskab der udfører bankaktiviteter henvises af den finske Patent- og Registreringsnævnet europaandelsbank (på britisk engelsk european co-operative bank og finsk euroooppaosuuspankki). Ingen europæiske bankkooperativer er på listen over eksisterende virksomheder for 2014.

## Se endvidere
- Europæisk selskab